# Świdnica (Ukraina)
Świdnica (ukr. Свидниця) – wieś na Ukrainie, w rejonie jaworowskim obwodu lwowskiego. Wieś liczy około 520 mieszkańców.
W II Rzeczypospolitej do 1934 samodzielna gmina jednostkowa. Następnie należała do zbiorowej wiejskiej gminy Wielkie Oczy w powiecie jaworowskim w woj. lwowskim. Po wojnie wieś weszła w struktury administracyjne Związku Radzieckiego. 
We wsi znajduje się drewniana cerkiew greckokatolicka pw. Narodzenia Matki Bożej z 1880 r.